# 德马库斯·考辛斯
德马库斯·阿米尔·考辛斯（1990年8月13日—），外號「Boogie」，美国男子籃球运动员，場上位置為中鋒，最近效力於波多黎各職業籃球聯賽瓜伊納沃大都會。他在2010年NBA选秀中第1轮第5顺位被萨克拉门托国王选中。生涯四次入選全明星陣容、兩次入選NBA年度第二隊，以及在2016年夏季奧林匹克運動會代表美國參與籃球比賽奪得金牌。

## 高中生涯
考辛斯生於阿拉巴马州的莫比爾，高中就讀於LeFlore Magnet高中。高中時參加2009年麥當勞高中全明星賽，他得到14分8籃板。考辛斯也參加2009年在玫瑰花園競技場舉辦的耐吉巔峰賽以及在麥迪遜廣場花園舉辦的喬丹經典賽，他代表黑隊拿下10分。考辛斯帶領校隊闖進阿拉巴馬州高中男子籃球6A級四強，並擊敗強敵Austin高中挺進州冠軍戰，但在州冠軍戰輸給了由他未來的大學隊友埃里克·布莱索所帶領的帕克高中。
| 姓名 | 家鄉                                                 | 高中               | 身高                 | 體重         | 承諾日       |
| --- | ---------------------------------------------------- | ------------------ | -------------------- | ------------ | ------------ |
| 德馬庫斯·考辛斯 大前鋒 / 中鋒 | 阿拉巴馬州莫比爾                                     | LeFlore Magnet高中 | 6英尺9英寸（2.06米） | 250磅（110） | 2009年4月9日 |
| 德馬庫斯·考辛斯 大前鋒 / 中鋒 | 招募星级： Scout： Rivals： 247Sports： ESPN評分：98 |                    |                      |              |              |
| 總體新秀排名： Scout：2 （中鋒）; 3 (national); 1 (school) Rivals：1 （大前鋒）; 2 (national) ESPN：1 （中鋒） |                                                      |                    |                      |              |              |
| - 附註：許多時候，Scout、Rivals、247Sports以及ESPN在身高體重的數據可能會不同 . - 在這種情況下選擇平均值，而ESPN grades滿分為100分。 來源： - . Rivals.com. [2017-03-04]. （原始内容存档于2017-03-04）. - . Scout.com. [2017-03-04]. （原始内容存档于2017-03-04）. - . ESPN.com. [2017-03-04]. （原始内容存档于2017-03-04）. - . Scout.com. [2017-03-04]. - . Rivals.com. [2017-03-04]. |                                                      |                    |                      |              |              |

## 大學生涯

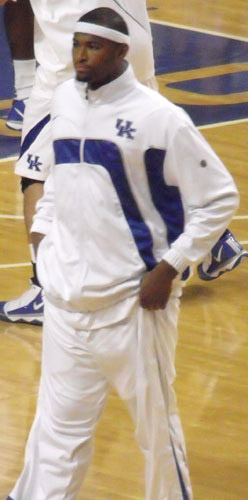
2009年肯塔基大學的考辛斯

2008年2月28日，考辛斯最初口頭和阿拉巴馬大學達成協議，但考量到總教練Mike Davis可能會離職，故未簽訂意向書。但阿拉巴馬大學不同意這樣的做法，所以考辛斯在2009年3月9日改投孟菲斯大學。2009年4月7日，隨著孟菲斯大學教頭John Calipari受雇於肯塔基大學，考辛斯決定跟隨教練的腳步入駐肯塔基。大一賽季他場均15.1分、9.8個籃板及1.8次阻攻，在他和約翰·沃爾的帶領下，球隊殺入錦標賽八強，最終輸給西維吉尼亞大學。
2010年4月7日，考辛斯宣佈放棄大學生涯，參加2010年NBA選秀。

### NCAA賽季數據
| 大學       | 賽季    | 出賽 | 先發 | 上場時間 | 投篮命中率 | 三分球命中率 | 罚球命中率 | 篮板 | 助攻 | 抄截 | 阻攻 | 得分 |
| ---------- | ------- | ---- | ---- | -------- | ---------- | ------------ | ---------- | ---- | ---- | ---- | ---- | ---- |
| 肯塔基大學 | 2009–10 | 38   | 38   | 23.5     | 55.8       | 16.7         | 60.4       | 9.8  | 1.0  | 1.0  | 1.8  | 15.1 |
| 職業生涯   |         | 38   | 38   | 23.5     | 55.8       | 16.7         | 60.4       | 9.8  | 1.0  | 1.0  | 1.8  | 15.1 |

## 職業生涯

### 沙加緬度國王（2010–2017）

#### 2010-11球季
2010年NBA選秀大會，考辛斯被薩克拉門托國王在第5順位選中。
2010年7月7日，考辛斯與國王隊簽署了2年7百萬美金附帶第3年及第4年球隊選項的新人合約。在七月份，考辛斯被選為NBA夏季聯盟的最佳新秀。2010年12月22日，考辛斯在對金州勇士隊的比賽中作出了不恰當的手勢，遭到了球隊的罰款，並從球隊的先發名單中除名。總教練保羅·韋斯特法爾稱考辛斯的行為：「不職業，幼稚，讓人羞愧且絕對不能容忍的。」考辛斯承認自己這麼做是不成熟的。但他依然表示，如果球隊贏球了，他或許就不會再被球隊處罰。當賽季考辛斯就獲得許多的上場時間，賽季結束後他也入選NBA最佳新秀陣容第一隊。

#### 2011-12球季
2012年1月1日，國王隊的總教練保羅·韋斯特法爾發表聲明，因為考辛斯要求被交易, 教練團與西佛決定不讓表弟在今天對黃蜂隊的比賽出場, 並且讓他待在家裡，但國王隊的高層表示不會交易考辛斯。2012年1月5日，韋斯特法爾被國王隊開除，使得媒體猜測是因其與考辛斯的爭吵導致下台。2012年2月8日，考辛斯參加NBA新秀挑戰賽。

#### 2012-13球季
2012年12月11日，考辛斯在比賽中用拳頭打了O·J·梅奧的鼠蹊部位導致兩人拉扯，最終被判技術犯規。2012年12月22日，考辛斯因在比賽中與總教練Keith Smart爆發激烈爭吵而被國王隊以「不成熟的行為及傷害球隊」為由無限期禁賽，2012年12月24日，無限期禁賽解禁。
該賽季考辛斯創下生涯新高的命中率，但領到了全NBA聯盟最多的16次技術犯規，並被驅逐出場及禁賽數次。

#### 2013-14年球季
2013年9月30日，考辛斯與國王隊以4年6千2百萬續約。簽約完成後，他聲明將會捐助1百萬美金給沙加緬度。而例行賽第一場對上丹佛金塊他就得到30分14籃板。
2014年2月26日，考辛斯因在2月26日與火箭的比賽中打了派屈克·貝弗利腹部遭驅逐出場並在出場後辱罵裁判。
2014年2月28日，NBA做出懲處，他被禁賽1場與罰款2萬美元。

#### 2014-15年球季
在本賽季前15場比賽中，考辛斯得到了職業生涯最高的23.5分，12.6個籃板和1.5個助攻，12月7日他被診斷患有病毒性腦膜炎。隨後錯過了10場比賽。
2015年1月30日，考辛斯頂替受傷的科比·布萊恩特入選2015年NBA全明星賽。

#### 2015-16年球季
2016年1月26日，考辛斯面對黃蜂轟下56分，雖然球隊最後輸球，但這已是他個人生涯新高。
2月10日，國王主場敗給克利夫蘭騎士的比賽中，考辛斯公然對總教練喬治·卡爾咆哮。國王宣布考辛斯因為「對球隊有害的行為」，將接受1場禁賽的處分。2月14日，考辛斯歸隊後向媒體抱怨不滿的情緒。在國王以99比108遭猶他爵士擊敗後他表示，是卡爾想禁他而非球隊，也說這是他生涯感到最沮喪的球季。

### 紐奧良鵜鶘（2017–2018）

#### 2016-17年球季
2017年2月20日，帝王把考辛斯與歐米·卡斯比一起被交易到紐奧良鵜鶘，換回巴迪·希爾德、泰瑞克·伊文斯、蘭斯頓·加洛韋，以及2017年選秀2輪各1個選秀權，與全明星安東尼·戴維斯組成被不少球評家視為近年最強大的雙塔內線，但由於磨合需要時間，再度無緣季後賽。

#### 2017-18年球季
2018年1月23日，鵜鶘對上芝加哥公牛，考辛斯上場52分鐘，豪取44分、24籃板和10助攻，完成本賽季第二次大三元，隊友安東尼·戴維斯也進帳34分和9籃板，鵜鶘歷經二度延長賽後以132-128擊退公牛。考辛斯成為自威爾特·張伯倫、艾爾金·貝勒、奧斯卡·羅伯森、卡里姆·阿布都-賈霸之後，聯盟第五位拿下40分、20籃板和10助攻大三元的球員。賽季戰至半程一直死守前八，可望打入季後賽，若成真將會是考辛斯的首次及AD的第二次季後賽。由於表現出色，鵜鶘雙塔一同獲選改制後的首次明星賽，更雙雙在西岸選區以正選內線的身份進入明星賽，並獲相中加入「雷霸龍詹姆斯隊」。
好景不常，在1月27日對火箭的比賽，考辛斯在比賽最後爭搶籃板時扭傷左腳而退下火線，賽後紐奧良鵜鶘宣布，考辛斯因為左腳阿基里斯腱撕裂，本季宣告報銷，經過磁力共振（MRI）檢查確定受傷程度後，將進行手術治療。鵜鶘雖然在該場比賽仍以115比113險勝休士頓火箭，但在失去考辛斯後立即迎來3連敗，球隊只能放棄隊中經驗老將後衛尼爾遜及托尼·阿倫從公牛換來前鋒米羅蒂奇，以及簽入久疏戰陣的中鋒賈利爾·歐卡佛來頂替失去卡辛斯後的內線，成功穩住陣腳並迎來一波5連勝，季後賽席位更穩固。可惜的是，為鵜鶘隊立下極大汗馬功勞的考辛斯，未能藉著今季朗度加盟及續約哈勒戴後，大幅加強的外線，加上自己與全明星戴維斯組成的統治級內線，而首次殺入季後賽。由於賽季完結後考辛斯將滿約成為自由球員，雖然本來他和鵜鶘已經「好事近」，將以頂薪續約球隊，但經此一役，雙方合作因而告吹。此外，戴維斯亦將於兩季後完約，這對全明星中鋒組合在一年合作後可能需要拆夥。

### 金州勇士（2018–2019）
雖然前一年打出生涯最佳成績的考辛斯，但因阿基里斯腱受傷，鵜鶘只願開2年4000萬美元的合約，遭考辛斯拒絕而投入自由球員市場。然而其後考辛斯在自由球員市場上乏人問津，最後考辛斯主動聯繫了金州勇士，2018年7月3日，勇士以一年530萬美金的中產合約簽下了他。勇士一舉擁有2018年NBA全明星賽五位入選球員，被譽為「五星勇」。受阿基里斯腱傷病所苦的考辛斯缺賽了大半球季，表現也不如以往。4月16日，考辛斯在季後賽首輪第二場比賽中左股四頭肌撕裂，無限期報銷。他在2019年NBA總決賽對陣多倫多暴龍的第一場比賽中復出，在他的第一場NBA總決賽比賽中替補出場。勇士隊在6場比賽中輸掉了總決賽，因為凱文·杜蘭特和克雷·湯普森的受傷使勇士隊無緣贏得三連霸。

### 洛杉磯湖人（2019–2020）
2019年7月6日，考辛斯與洛杉矶湖人簽下一年合約，但他在8月15日的季前訓練因撕裂前十字韧带而進入傷兵名單，且使他在往後的賽季中都未能上場。2020年2月23日，洛杉矶湖人將考辛斯釋出。但往後洛杉磯湖人在贏得了2020年NBA總決賽之後，仍贈予了考辛斯一枚冠軍戒指。

### 休士頓火箭（2020–2021）
2020年12月1日，考辛斯與休斯敦火箭簽下一年合約。2021年2月23日，休斯敦火箭將考辛斯釋出。在為火箭隊的25場比賽中，場均20.2分鐘得到9.6分和7.6個籃板。

### 洛杉磯快艇（2021）
2021年4月5日，考辛斯與洛杉磯快艇簽訂了一份為期10天的合約。4月16日，他簽下了第二份為期10天的合約，10天後，他簽下了本賽季剩餘的合約。

### 密爾瓦基公鹿（2021–2022）
2021年11月30日，考辛斯與密爾瓦基公鹿簽約，在2022年1月6日被裁掉。在公鹿隊的17場比賽中，考辛斯先發5場，場均16.9分鐘得到9.1分、5.8個籃板和1.1次助攻。

### 丹佛金塊（2022）
2022年1月21日，考辛斯與丹佛金塊簽訂了一份為期10天的合約。1月28日，他獲得了第二份為期10天的合約。 2月10日，他簽下了第三份為期10天的合約。 2月25日，考辛斯與丹佛金塊簽約至賽季結束。

### 瓜伊納沃大都會（2023）
2023年4月11日，考辛斯加盟波多黎各職業籃球聯賽瓜伊納沃大都會。考辛斯總計出賽27場，場均表現為19.0分、9.8籃板、4.3助攻、1.3抄截、1.4阻攻。

### 台啤永豐雲豹（2024）
2023年12月13日，T1聯盟台啤永豐雲豹副領隊陳麒文在Facebook發文表示「來了來了，我的表弟」，但之後刪除貼文。12月14日，《北京青年报》記者宋翔指考辛斯確定加盟台啤永豐雲豹，考辛斯計畫替台啤永豐雲豹出賽半個月，底薪為20萬美元，每場出賽有額外1萬美元。12月18日，台啤永豐雲豹宣布考辛斯加盟事宜，考辛斯預計1月中旬到臺灣，出賽2024年1月20日、21日、27日與28日四場雲豹主場賽事。考辛斯的薪資超過T1聯盟的洋將薪資上限，有經T1聯盟審議通過。《ESPN》記者阿德里安·沃纳罗斯基指消息來源表示考辛斯與台啤永豐雲豹簽下一份為期十天、出賽四場的合約。12月19日，台啤永豐雲豹執行長張建偉表示雙方是簽下一個月合約。
2024年1月19日，台啤永豐雲豹為考辛斯舉行加盟記者會，記者會上確定考辛斯除了參加四場T1聯盟主場賽事以外，還會參加於1月30日舉行的「大獅風雲賽」對陣P. LEAGUE+新竹御頂攻城獅。1月28日，台啤永豐雲豹營運長顏行書表示考辛斯於1月31日離開臺灣，2月因私人行程不會在臺灣，若之後賽季期間台啤永豐雲豹與考辛斯完成續約，考辛斯不在陣中時台啤永豐雲豹不能將考辛斯註銷。1月考辛斯出賽4場比賽，繳出場均22分、12籃板、5.5助攻、2抄截的表現，在2月6日獲選T1聯盟2023-24賽季1月最佳外援。3月18日，台啤永豐雲豹宣布與考辛斯完成續約。5月15日，考辛斯獲選2023-24賽季年度人氣球星。6月1日，台啤永豐雲豹以4比0奪下2023-24賽季年度總冠軍，考辛斯獲選總冠軍賽MVP。

### 亞洲巡迴賽（2024）
2024年夏天考辛斯代表臺灣野馬（Taiwan Mustangs）拿下亞洲巡迴賽（The Asian Tournament）台北站冠軍，以及代表三寶顏勇士奪下總決賽冠軍。

### Strong Group Athletics（2025）
2024年12月21日，考辛斯與Strong Group Athletics簽約，參加2025年1月24日至2月2日舉行的杜拜國際籃球錦標賽（Dubai International Basketball Championship）。

### 色楞格博登斯（2025）
2025年1月10日，考辛斯與蒙古籃球聯賽色楞格博登斯（Selenge Bodons）簽約。考辛斯於3月7日抵達蒙古，在3月10日進行首秀。

### 瓜伊納沃大都會（2025）
2025年2月22日，考辛斯與波多黎各職業籃球聯賽瓜伊納沃大都會簽下2025賽季合約。

## 國家隊生涯
2014年考辛斯入選美國隊參加2014年世界盃籃球賽勇奪金牌。2016年入選美國夢十二隊參加2016年夏季奧林匹克運動會籃球比賽男子組賽事勇奪金牌。

## 生涯數據

### NBA

#### 例行賽
| 賽季     | 球隊     | GP  | GS  | MPG  | FG%  | 3P%  | FT%  | RPG  | APG | SPG | BPG | PPG  |
| -------- | -------- | --- | --- | ---- | ---- | ---- | ---- | ---- | --- | --- | --- | ---- |
| 2010–11  | SAC      | 81  | 62  | 28.5 | 43.0 | 16.7 | 68.7 | 8.6  | 2.5 | 1.0 | 0.8 | 14.1 |
| 2011–12  | SAC      | 64  | 62  | 30.5 | 44.8 | 14.3 | 70.2 | 11.0 | 1.6 | 1.5 | 1.2 | 18.1 |
| 2012–13  | SAC      | 75  | 74  | 30.5 | 46.5 | 18.2 | 73.8 | 9.9  | 2.7 | 1.4 | 0.7 | 17.1 |
| 2013–14  | SAC      | 71  | 71  | 32.4 | 49.6 | 0.0  | 72.6 | 11.7 | 2.9 | 1.5 | 1.3 | 22.7 |
| 2014–15  | SAC      | 59  | 59  | 34.1 | 46.7 | 25.0 | 78.2 | 12.7 | 3.6 | 1.5 | 1.8 | 24.1 |
| 2015–16  | SAC      | 65  | 65  | 34.6 | 45.1 | 33.3 | 71.8 | 11.5 | 3.3 | 1.6 | 1.4 | 26.9 |
| 2016–17  | SAC      | 55  | 55  | 34.4 | 45.1 | 35.6 | 77.0 | 10.6 | 4.8 | 1.4 | 1.3 | 27.8 |
| 2016–17  | NOP      | 17  | 17  | 33.8 | 45.2 | 37.5 | 77.7 | 12.5 | 3.9 | 1.5 | 1.1 | 24.4 |
| 2017–18  | NOP      | 48  | 48  | 36.2 | 47.0 | 35.4 | 74.6 | 12.9 | 5.4 | 1.6 | 1.6 | 25.2 |
| 2018–19  | GSW      | 30  | 30  | 25.7 | 48.0 | 27.4 | 73.6 | 8.2  | 3.6 | 1.3 | 1.5 | 16.3 |
| 2020–21  | HOU      | 25  | 11  | 20.2 | 37.6 | 33.6 | 74.6 | 7.6  | 2.4 | 0.8 | 0.7 | 9.6  |
| 2020–21  | LAC      | 16  | 0   | 12.9 | 53.7 | 42.1 | 68.2 | 4.5  | 1.0 | 0.8 | 0.4 | 7.8  |
| 2021–22  | MIL      | 17  | 5   | 16.9 | 46.6 | 27.1 | 81.6 | 5.8  | 1.1 | 0.9 | 0.5 | 9.1  |
| 2021–22  | DEN      | 31  | 2   | 13.9 | 45.6 | 32.4 | 73.6 | 5.5  | 1.7 | 0.6 | 0.4 | 8.9  |
| 生涯總計 | 生涯總計 | 654 | 561 | 29.8 | 46.0 | 33.1 | 73.7 | 10.2 | 3.0 | 1.3 | 1.1 | 19.6 |
| 明星賽   | 明星賽   | 3   | 0   | 10.7 | 80.0 | 50.0 | 66.7 | 3.7  | 0.3 | 0.3 | 0.0 | 9.3  |

#### 季後賽
| 賽季     | 球隊     | GP | GS | MPG  | FG%  | 3P%  | FT%  | RPG | APG | SPG | BPG | PPG  |
| -------- | -------- | -- | -- | ---- | ---- | ---- | ---- | --- | --- | --- | --- | ---- |
| 2018–19  | GSW      | 8  | 5  | 16.6 | 39.6 | 25.0 | 64.0 | 4.9 | 2.4 | 0.6 | 0.8 | 7.6  |
| 2020–21  | LAC      | 7  | 0  | 8.3  | 45.2 | 40.0 | 78.6 | 2.0 | 0.7 | 0.3 | 0.4 | 7.6  |
| 2021–22  | DEN      | 5  | 0  | 11.4 | 65.5 | 66.7 | 73.3 | 3.4 | 1.2 | 0.6 | 0.2 | 10.6 |
| 生涯總計 | 生涯總計 | 20 | 5  | 12.4 | 47.6 | 39.3 | 70.4 | 3.5 | 1.5 | 0.5 | 0.5 | 8.4  |

## 個人生活
考辛斯是莫妮卡·考辛斯（Monique Cousins）和傑西·考辛斯（Jessie Cousins）的兒子。他有4個姊妹跟1個弟弟，弟弟賈利爾·卡森斯也是籃球運動員。
考辛斯有2個孩子。2019年8月24日他在亞特蘭大與相戀多年的女友摩根·朗（Morgan Lang）結婚。
2019年8月，一段錄音顯示在前女友拒絕讓兒子參加他的婚禮後，考辛斯發出死亡威脅。考辛斯因輕罪家庭暴力指控和三級騷擾通訊指控而被發出逮捕令。11月22日，阿拉巴馬州提出的指控遭撤銷。

## 外部連結
- 德马库斯·考辛斯的Facebook專頁
- 德马库斯·考辛斯的Instagram帳戶
- 德马库斯·考辛斯的X（前Twitter）
- 德马库斯·考辛斯在fiba.basketball（英语）
- 德马库斯·考辛斯在archive.fiba.com（存檔）（英语）
- 德马库斯·考辛斯在NBA官網（英语）
- 德马库斯·考辛斯在Basketball-Reference.com（NBA）（英语）
- 德马库斯·考辛斯在Basketball-Reference.com（國際）（英语）
- 德马库斯·考辛斯在Sports-Reference.com（NCAA）（英语）
- 德马库斯·考辛斯在ESPN（NBA）（英语）
- 德马库斯·考辛斯在Eurobasket.com（球員）（英语）
- 德马库斯·考辛斯在Proballers（英语）
- 德马库斯·考辛斯在RealGM（英语）
- 德马库斯·考辛斯在Olympedia（英语）
- 德马库斯·考辛斯在Flashscore（英语）